# Anna Flensburg
Anna Charlotta Flensburg, född 15 januari 1864 i Stockholm, död 1947, var en svensk konstnär.
Hon var dotter till statsrådet Henrik Wilhelm Bredberg och Josefina Louise Smerling och från 1888 gift med förste livmedikus Carl Axel Vilhelm Flensburg. Hon var mor till Elsa Flensburg och syster till Mina Carlson-Bredberg.
Flensburg studerade konst för Kerstin Cardon 1879–1883 och under studieresor till Spanien, Frankrike, Italien med flera länder. Hon studerade etsning för Tryggve Hermelin 1891. Hennes konst består av kopior av äldre utländska mästare bland annat Frans Hals och Murillo och stilleben, landskap och miniatyrporträtt.